# Пангипопитуитаризм
Пангипопитуитари́зм (лат. Panhypopituitarism, болезнь Симмондса, синдром Шиена) — состояние, сопровождающееся снижением концентрации циркулирующих гипофизарных гормонов с последующим развитием клинической картины гипотиреоза, гипокортицизма и гипогонадизма различной степени выраженности вплоть до развития комы, а также уменьшением продукции гормона роста (СТГ) и пролактина в случае первичного поражения гипофиза (разрушение эндокринных клеток). В случае вторичного гипопитуитаризма (поражение эндокринных ядер гипоталамуса или дефицит факторов, стимулирующих секрецию гормонов гипофиза) в связи с нарушением секреции дофамина (пролактиностатина) может наблюдаться гипопролактинемия. Если недостаточность гипофиза проявляется выпадением секреции только одного гормона, то такое состояние называют изолированным или парциальным гипопитуитаризмом, а при выпадении секреции всех гормонов — пангипопитуитаризмом. Сочетание пангипопитуитаризма с дефицитом вазопрессина (центральный несахарный диабет) называют межуточно-гипофизарной или гипоталамо-гипофизарной недостаточностью.

## Этиология
Причинами заболевания могут быть токсические, сосудистые, травматические, опухолевые, аутоиммунные поражения гипофиза или ядер гипоталамуса, регулирующих функции гипофиза, а также оперативные вмешательства в гипоталамо-гипофизарной области или облучения этой области любым видом ионизирующего излучения.

## Патогенез
Следствиями заболевания являются:
- Гипофункция и постепенная атрофия надпочечников, щитовидной железы и гонад. Причиной этому служит снижение продукции тропных гормонов (адренокортикотропного гормона, тиреотропного гормона, фолликулостимулирующего гормона, лютеинизирующего гормона, пролактина (лютеотропного гормона), соматотропного гормона (гормона роста).
- Возможное развитие несахарного диабета, причиной этому служит значительное снижение синтеза вазопрессина в гипоталамусе.

## Клиническая картина
Наблюдаются симптомы недостаточности функций сразу всех тропных гормонов, поскольку они перестают производиться в гипофизе: вторичный гипогонадизм, гипокортицизм, гипофизарный нанизм (в том случае, если заболевание происходит в препубертатном возрасте), гипотиреоз. Если пангипопитуитаризм вторичный (обусловленный нарушением работы нейросекреторных ядер гипоталамуса), то симптоматика не меняется, но в плазме крови уменьшено содержание  и тропных, и релизинг-гормонов.

## Ассоциированные нарушения
- Болезнь Иценко — Кушинга,
- Пролактинома,
- Акромегалия,
- Битемпоральная гемианопсия,
- Гипотиреоз.

Головная боль, вызываемая сдавлением опухолью области турецкого седла, как правило, локализуется в лобной или затылочной областях. Гипогонадизм обычно является первым признаком медленно растущей аденомы гипофиза, ибо клетки, секретирующие ЛГ и ФСГ часто поражаются первыми.

## Диагностика

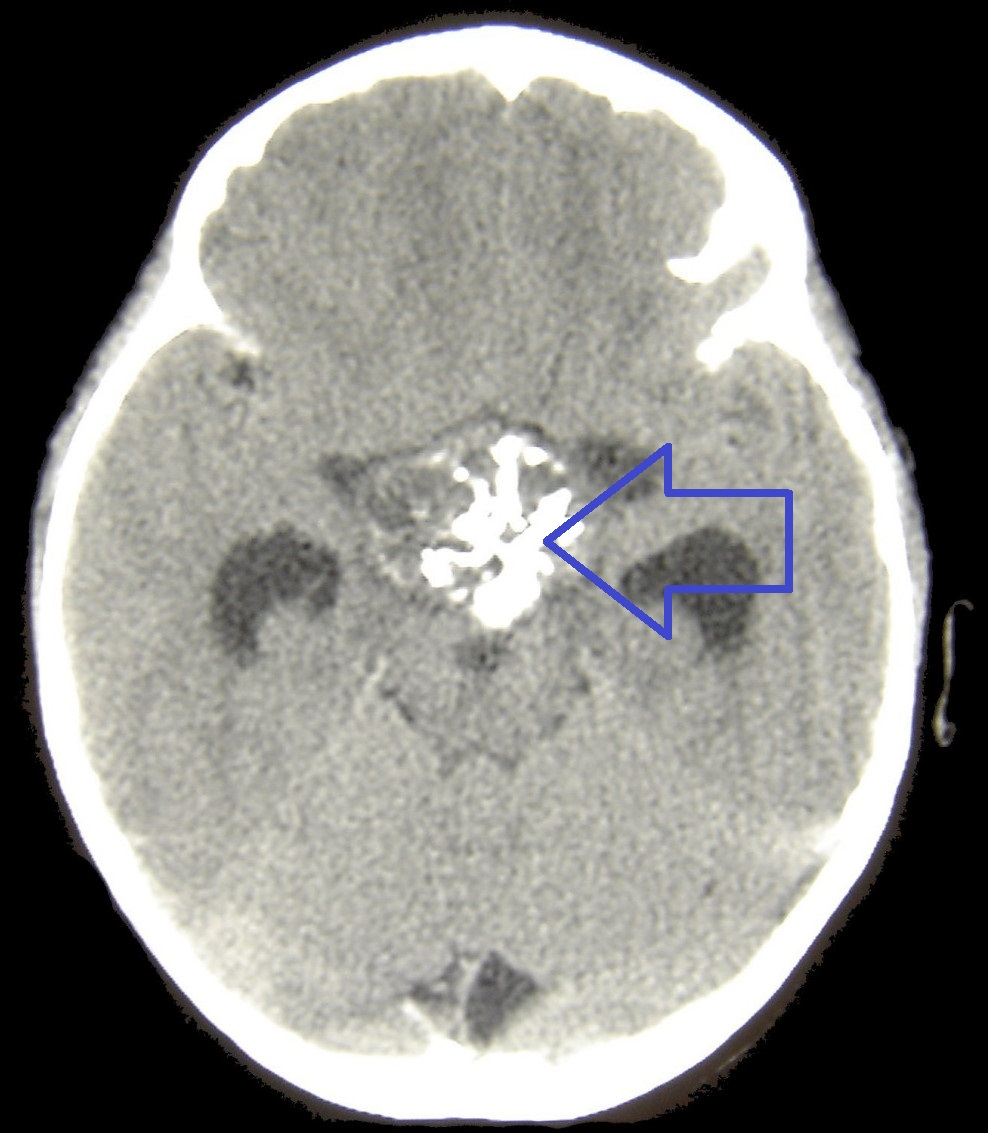
Краниофарингиома (белая структура в центре фото) — гипопитуитаризм, послеоперационный рецидив опухоли. Компьютерная томограмма головного мозга.

Для диагностики гипопитуитаризма у взрослых важнейшее значение имеют данные анамнеза (операции и облучение гипофиза, осложненные массивным кровотечением роды и т. д.). При гормональном исследовании определяется сочетание низких уровней гормонов периферических эндокринных желез (Т4, тестостерон, эстрадиол, кортизол) со сниженными или низкими уровнями тропных гормонов и гормона роста. В большинстве случаев необходимо подтверждение дефицита тропных гормонов и гормона роста в стимуляционных пробах. Всем пациентам показано проведение МРТ головного мозга.
Основными методами клинической диагностики гипофизарного нанизма являются антропометрия и сопоставление её результатов с перцентильными таблицами. Для исключения различных скелетных дисплазий оцениваются пропорции тела. При рентгенографии кистей и лучезапястных суставов определяется костный (рентгенологический) возраст, при этом для гипофизарного нанизма характерна значительная задержка окостенения. Дефицит гормона роста необходимо подтвердить пробой с инсулиновой гипогликемией. Весьма ценным исследованием в диагностике дефицита гормона роста является определение уровня ИФР-1.

## Лечение
Лечение синдрома гипопитуитаризма проводится с учетом заболевания, которое привело к недостаточности функции гипофиза.
При опухолях лечение обычно оперативное или лучевое. Для коррекции недостаточности функции гормонов гипофиза назначаются различные медикаментозные препараты с учетом преобладания недостаточности определенных гормонов:
При недостаточности адренокортикотропного гормона назначают синтетические гормоны коры надпочечников — глюкокортикоиды.
У мужчин при снижении функции яичек назначаются мужские половые гормоны.
У подростков мужского пола при половом созревании назначается хорионический гонадотропин.
Женщинам назначается циклическая заместительная гормонотерапия препаратами эстрогенов и прогестерона.
При недостаточности функции щитовидной железы проводят лечение гормонами щитовидной железы.
Иногда возникает необходимость в назначении препаратов гормона роста.

## Прогноз
В случаях своевременного тотального удаления опухоли и адекватной заместительной терапии пациенты с диагнозом «гипопитуитаризм» сохраняют трудоспособность и ведут привычный образ жизни. Прогноз также зависит от тяжести течения.  